# クトネシリカ
クトネシリカ（アイヌ語ローマ字表記 Kutune Shirka）は、北海道のアイヌ叙事詩（ユーカラ）と、それに登場する宝刀の名。表記はクトゥネシリカ、クドネシリカ、クツネシリカとも（アイヌ語tu音のカナ表記については、「アイヌ語#文字（カナ表記）」を参照）。虎杖丸（いたどりまる）と和訳される。

## 概要
ユーカラの英雄ポイヤウンペの物語と、その愛刀である。金田一京助が採集し和訳したユーカラ、『虎杖丸の曲（KUTUNE SHIRKA）』に語られた。
『虎杖丸の曲』は鍋澤ワカルパらが伝承した沙流の系列と、金成マツの伝承した幌別の別伝とがあり、国内でよく知られるものは前者である。
語意はKutune（蔓草、蔓草のように流れる髪）Shirka（鞘、飾り）とされる。Kutuneの語意は、Kutu（円筒）の関連かKut（シラクチ）の類語かなどと推測されているが明確ではない。鍋澤ワカルパは金田一に、茎が中空のねじれた蔓草と説明している。両語をあわせて、筒状の鞘の意か。金田一はそこから、茎が中空となるイタドリ（kuttar）の名に意訳した。アイヌ語方言によっては、kutuでイタドリを指す。
刀身は彎刀で、その拵（こしらえ、外装）は柄頭に狼神の飾りがあり、男女一対の雷神の化身である雄竜神が角を立てながら鍔の縁に、雌竜神が鞘一面に絡みつき鐺 (こじり、鞘尻）に尾を振り立てる姿で飾られ、鞘の鯉口（こいぐち、鞘口）には耳と尾の先だけに毛の生えた夏狐（夏熊とも）の怪物の飾りがあり、それぞれの神霊が憑依している。ポイヤウンペの危機に霊威をあらわしてうごめき、敵を倒すという。夏狐は口から霧を吐き出して雲をつくり、屋内を霧中に閉ざす。知里真志保によれば、竜神は夏に暴れまわり寒さに弱く、その姿形は羽根の生えた大蛇の姿で想像されていたという。
別伝では、太刀の半ばから鍔の縁に雄竜神が、同じく太刀の半ばから反対側に雌竜神が絡みつき、鞘の半ばに金の小狼が、鞘尻には肌に皺が寄った夏狐が飾られる。
あくまでも伝説上の武器であり、その形体は叙事詩の表現の通りでしかわからない。実在のアイヌ刀は全て刀身が日本刀かそれに準じたもので、その外装は、本州の職人がアイヌ好みに製作した蝦夷拵（えぞこしらえ）と称されてイコロと呼ばれるものと、アイヌ人が木彫で鞘などの外装を製作したエムシとがある。それらの外装や刀装具の飾金具などのイメージが膨らんだものであろう。
無毛の夏狐の化け物とは原文でsakkimotpe（sak（夏）kim（山）ot（棲む）pe（もの））であるが、鍋澤ワカルパは夏熊の意と語ったという。金田一は通常のアイヌ語彙として狐の方が適当として、こう訳している。この怪物は、刀装具の目貫などの飾金具のモチーフとしてよく用いられた虎の姿形を、その名を知らないアイヌが想像してつくりあげたものかという説がある。
日本刀には竜の刀身彫刻がなされたものが見られるのも周知のことだが、刀装で柄や鞘などを金属の薄板で螺旋状に巻き、補強と装飾を兼ねたものを蛭巻太刀（ひるまきのたち）といい、鞘に蛇が絡みついたかのような姿である。この蛭巻太刀も、かつて樺太アイヌに伝来されたものが、現在は東北歴史博物館杉山コレクションに所蔵されている。